# 凱德苑

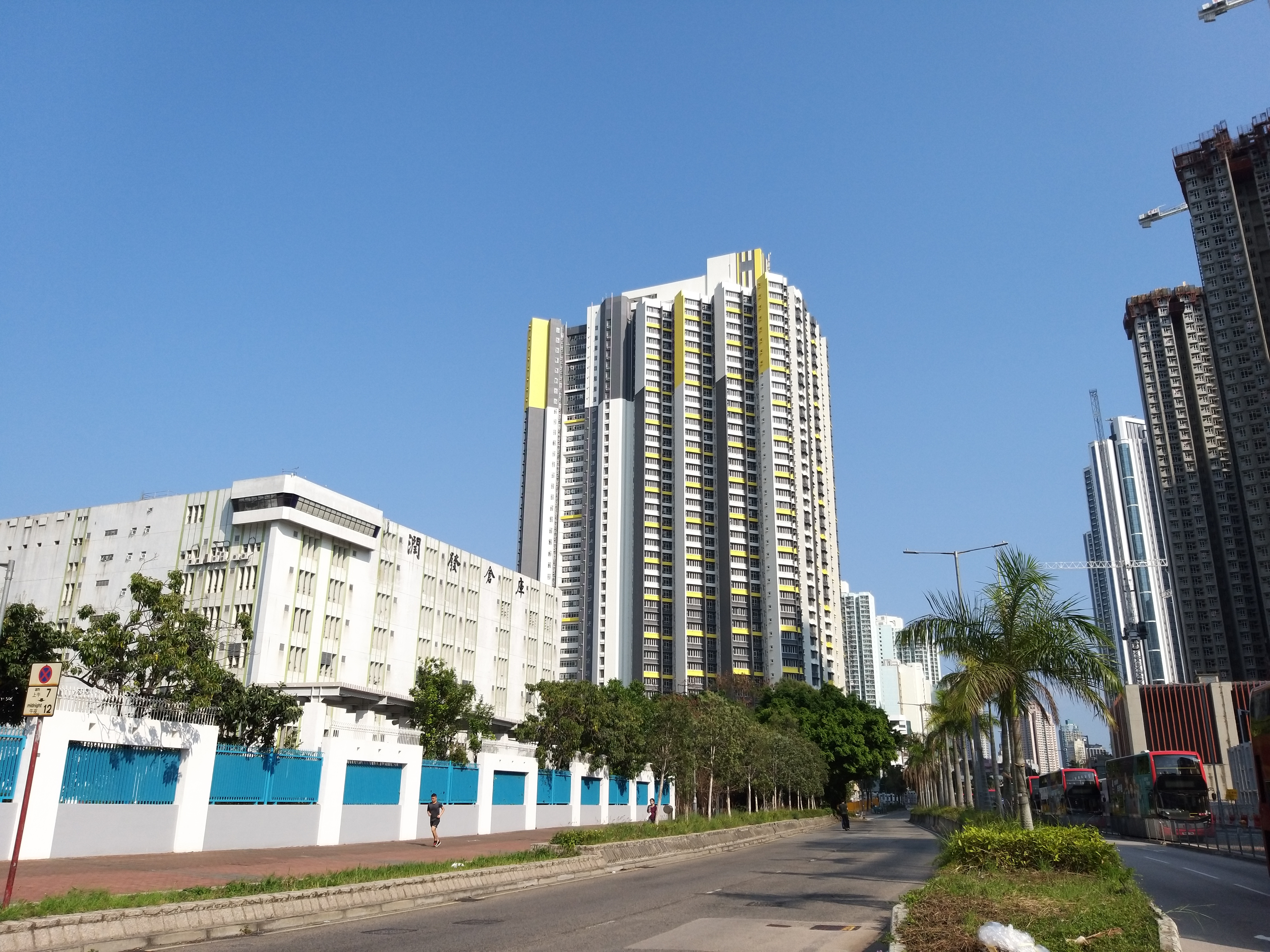
凱德苑西北面（2020年3月）

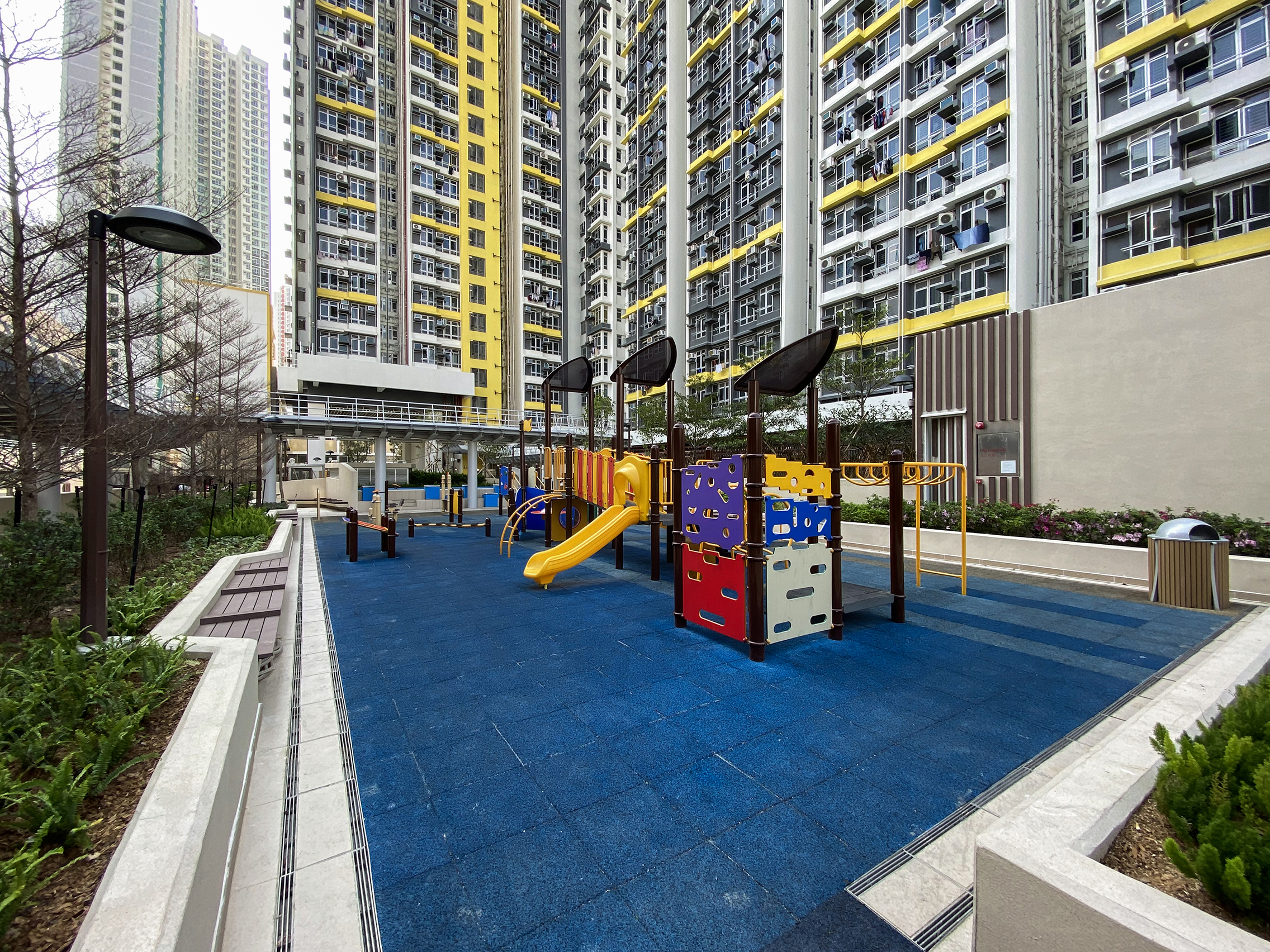
兒童遊樂場

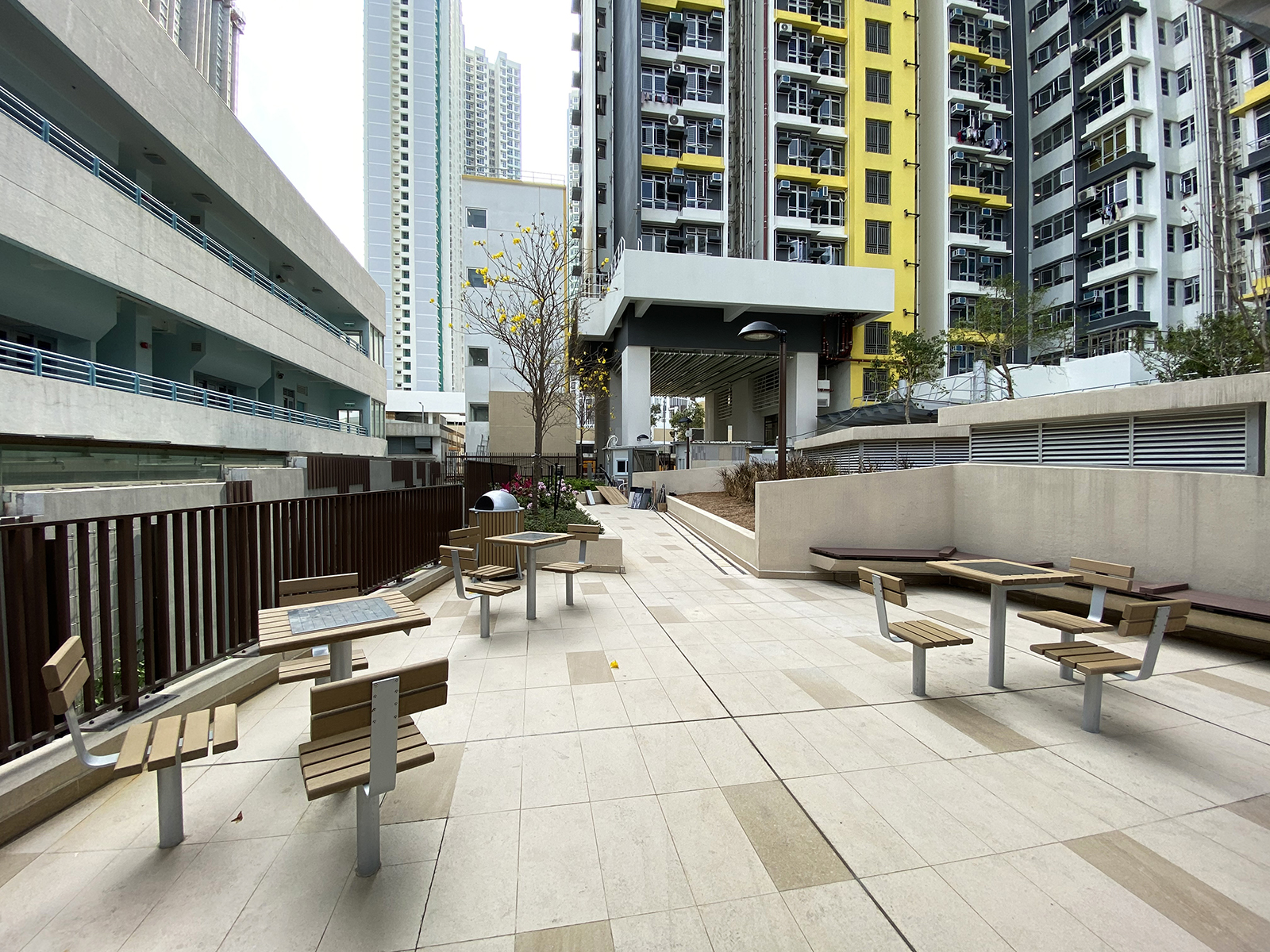
棋桌

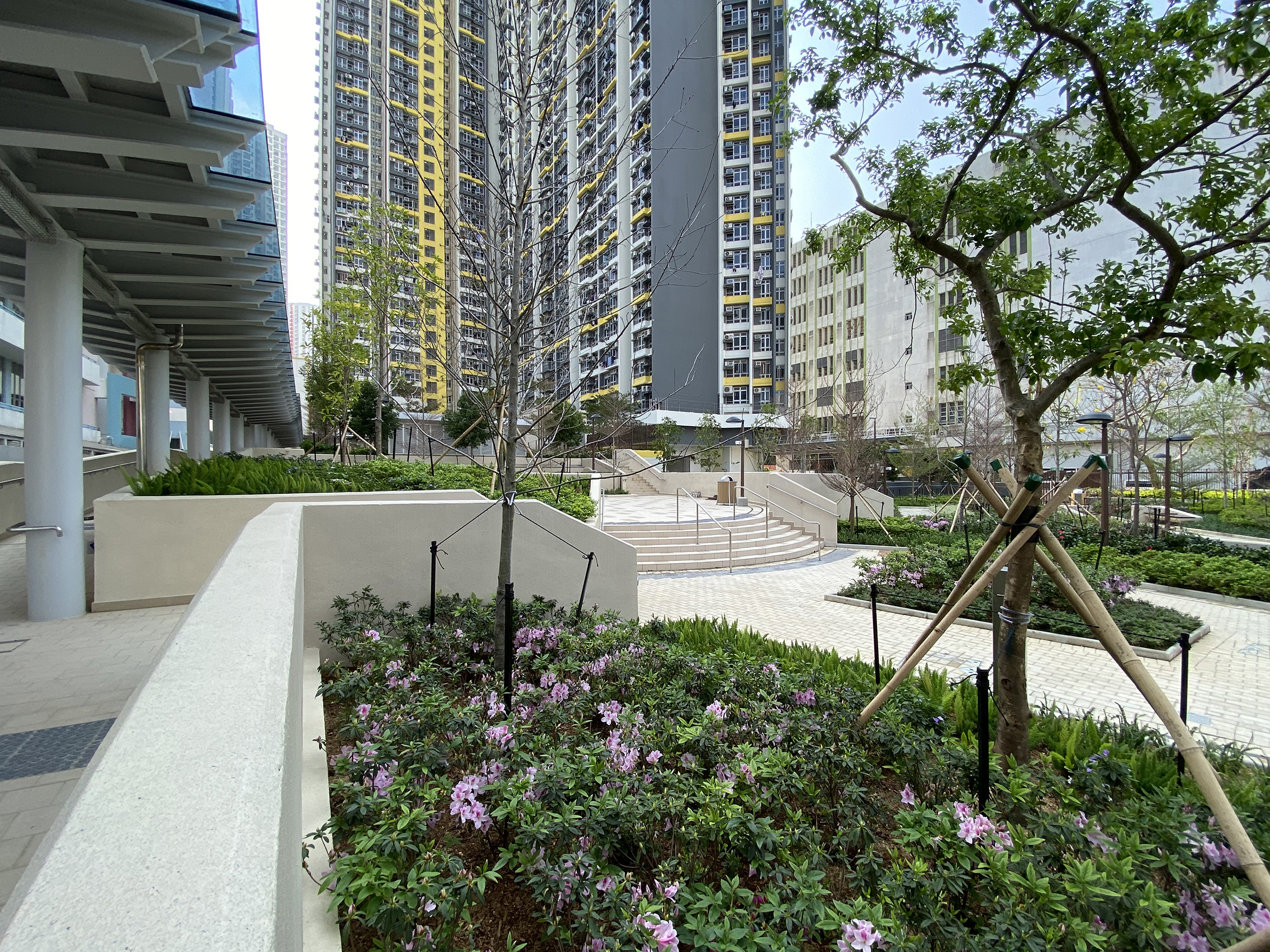
有蓋行人通道和多用途廣場

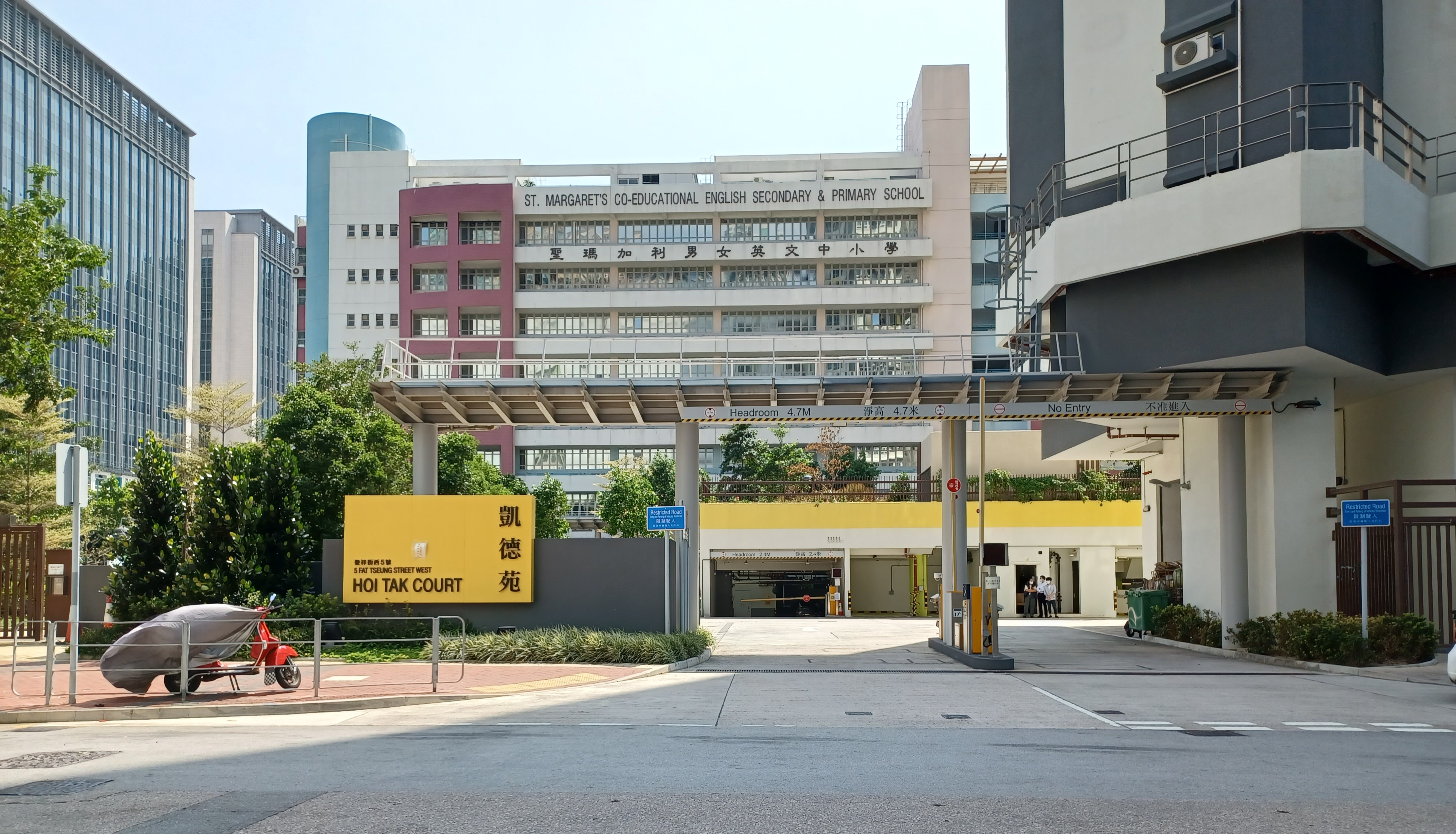
車道入口（2022年10月）

凱德苑（英語：Hoi Tak Court） 是香港房屋委員會的居者有其屋計劃屋苑之一，項目編號為SP16。屋苑位於香港九龍長沙灣發祥街西5號，部份用地為原發祥街西遊樂場（更前身為發祥街西臨時房屋區西北面地塊；曾獲規劃為西九龍法院大樓擬定選址），鄰近南昌站及富昌邨。屋苑由房屋署總建築師（3）負責總體設計，並由巴馬丹拿負責詳細設計，承建商為有利建築。此屋苑將獲撥入居屋計劃2019發售，於同年8月15日攪珠，12月9日（原訂11月21日）起揀樓，於2020年10月22日落成，11月5日起交付。屋苑於2016年獲綠色建築議會頒發「綠建環評社區」先導評估項目最高級別的鉑金評級。屋苑管理由港深聯合物業管理負責。

## 屋邨資料

### 樓宇
屋苑只設一座樓宇，樓高40層（不計地庫），提供814個單位，而每層設有3至21伙不等。由於樓宇其中一邊鄰近潤發倉庫，1至4及21室採用撇角式設計，而16至21室一律會裝有隔音窗戶（樣式與景泰苑、彩興苑相似），以減少交通噪音的影響。此屋苑不設可間三房單位，以C型單位（一睡房單位）為主。凱德苑是全港首個外牆以黑色作為主色的公營房屋，再以白色及鮮黃色作配色，令屋苑顯得格外高雅。屋苑詳情如下：
| 樓宇名稱（座號） | 樓宇類型               | 落成年份 | 層數 | 每層伙數（伙）                                               | 每座單位總數（伙） | 建築師                         | 承建商   | 提供升降機的廠商 |
| ---------------- | ---------------------- | -------- | ---- | ------------------------------------------------------------ | ------------------ | ------------------------------ | -------- | ---------------- |
| 凱德苑           | 非標準設計大廈 （L型） | 2020年   | 40   | 只設18-20號單位（1樓） 不設14-17號單位（2-3樓） 21（4-40樓） | 814                | 房屋署總建築師（3）、 巴馬丹拿 | 有利建築 | 東芝蒂森克虜伯   |

所有單位已於2020年5月12日售罄，是「居屋2019」第二個售罄的屋苑。但由售罄至交付期間，210、709、1610、1611、3412、3413、3904、4013室及4015室即告「撻訂」，將於隨後的「居屋2020」出售。

### 設施
屋苑設有57個車位及5個電單車車位的地庫停車場、人車分隔的休憩用地，附設社區農場、多用途廣場等設施，並設升降機樓及行人天橋連接對面的海達邨及其附設的社區設施。當中花園部份用地前身為原發祥街西遊樂場，園景設計師將球場的石屎地加以利用，重新鋪設地面。而遊樂場外圍的部份鐵網保留至今。

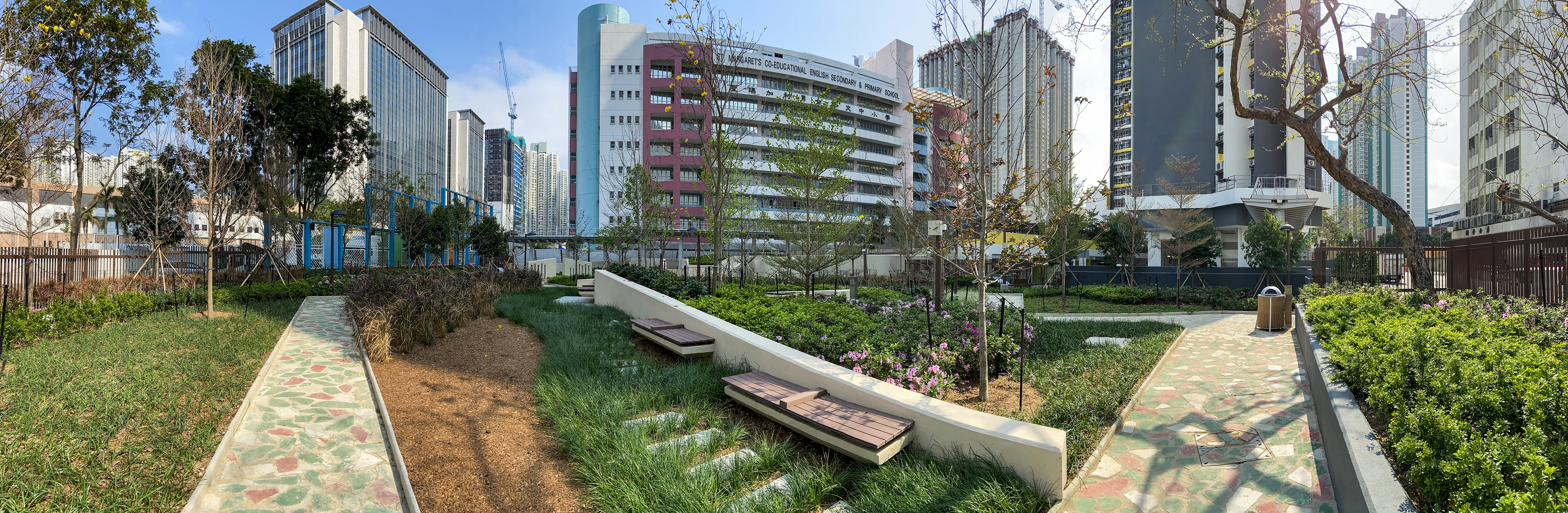
凱德苑四季花園，地面運用了前身發祥街西遊樂場的石屎地重新鋪設地面

## 興建期間圖片集

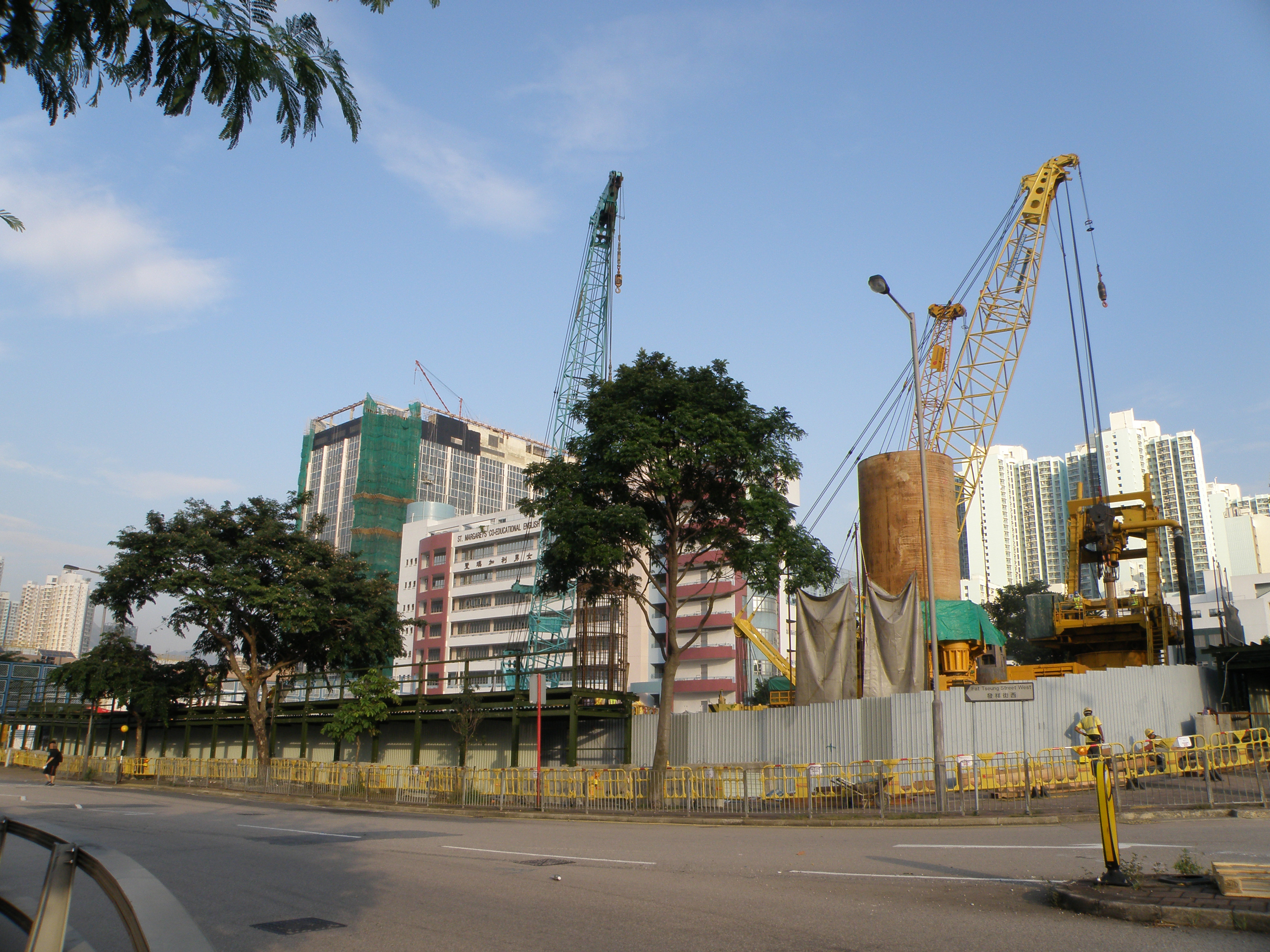
2015年10月
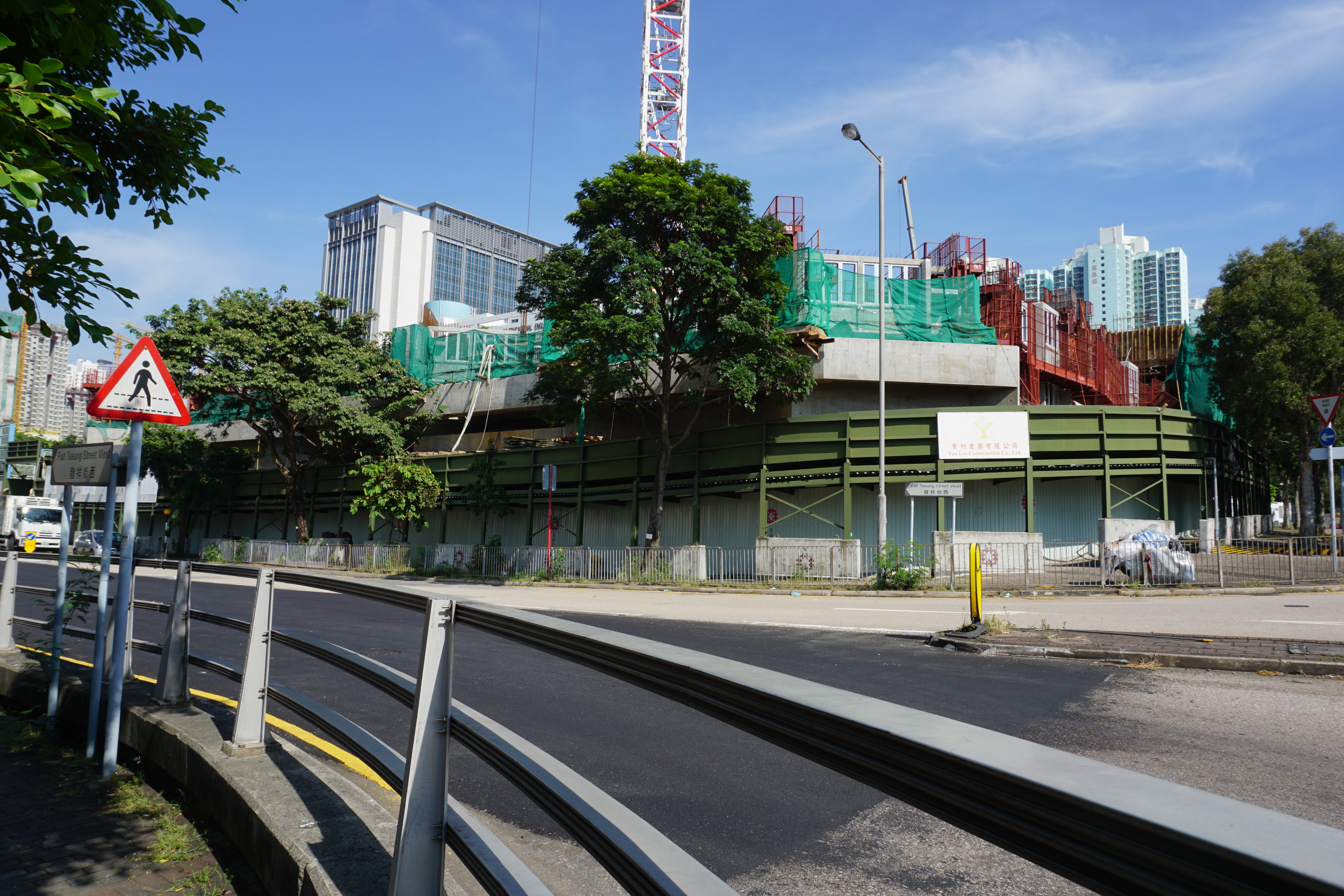
2017年10月
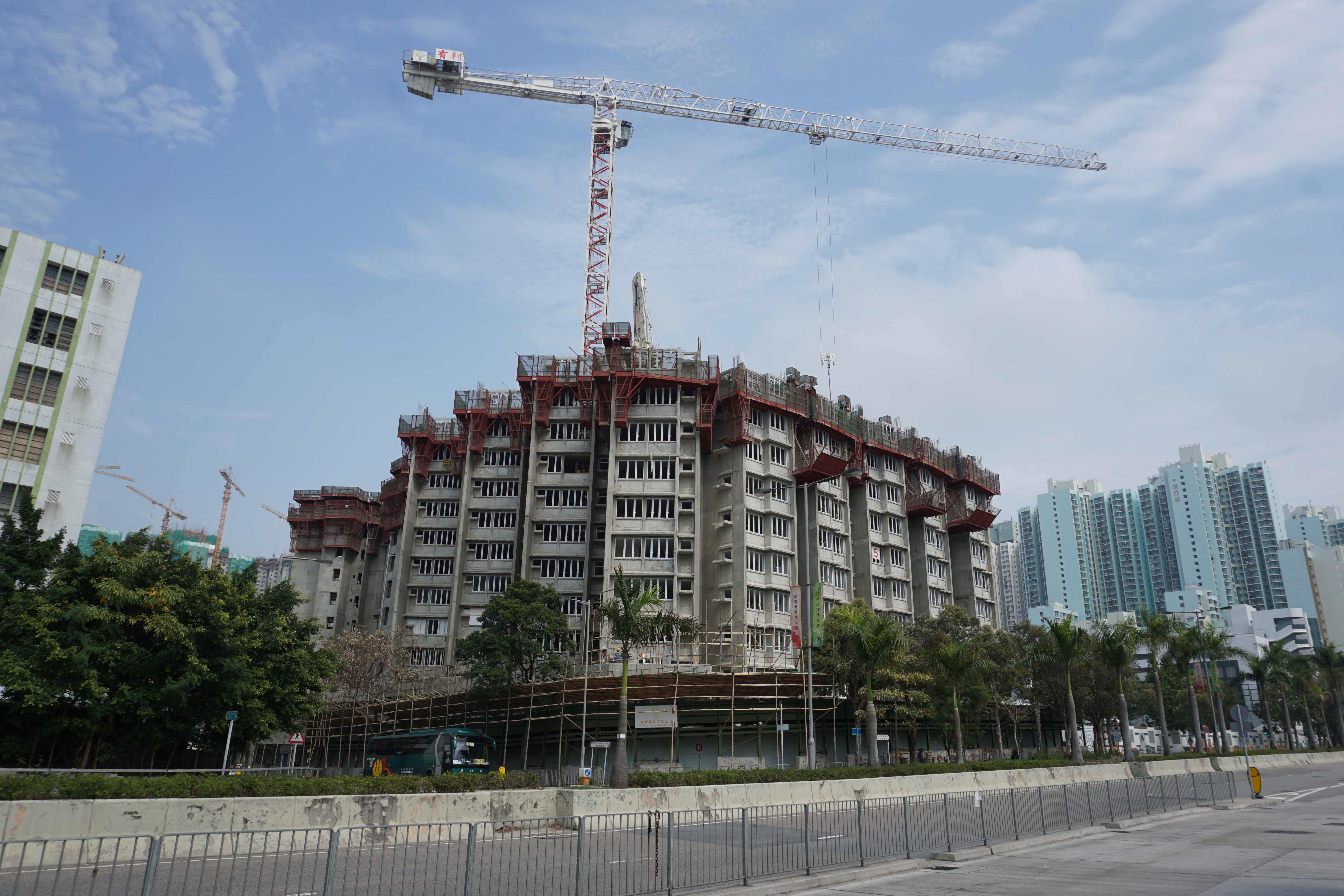
2018年3月
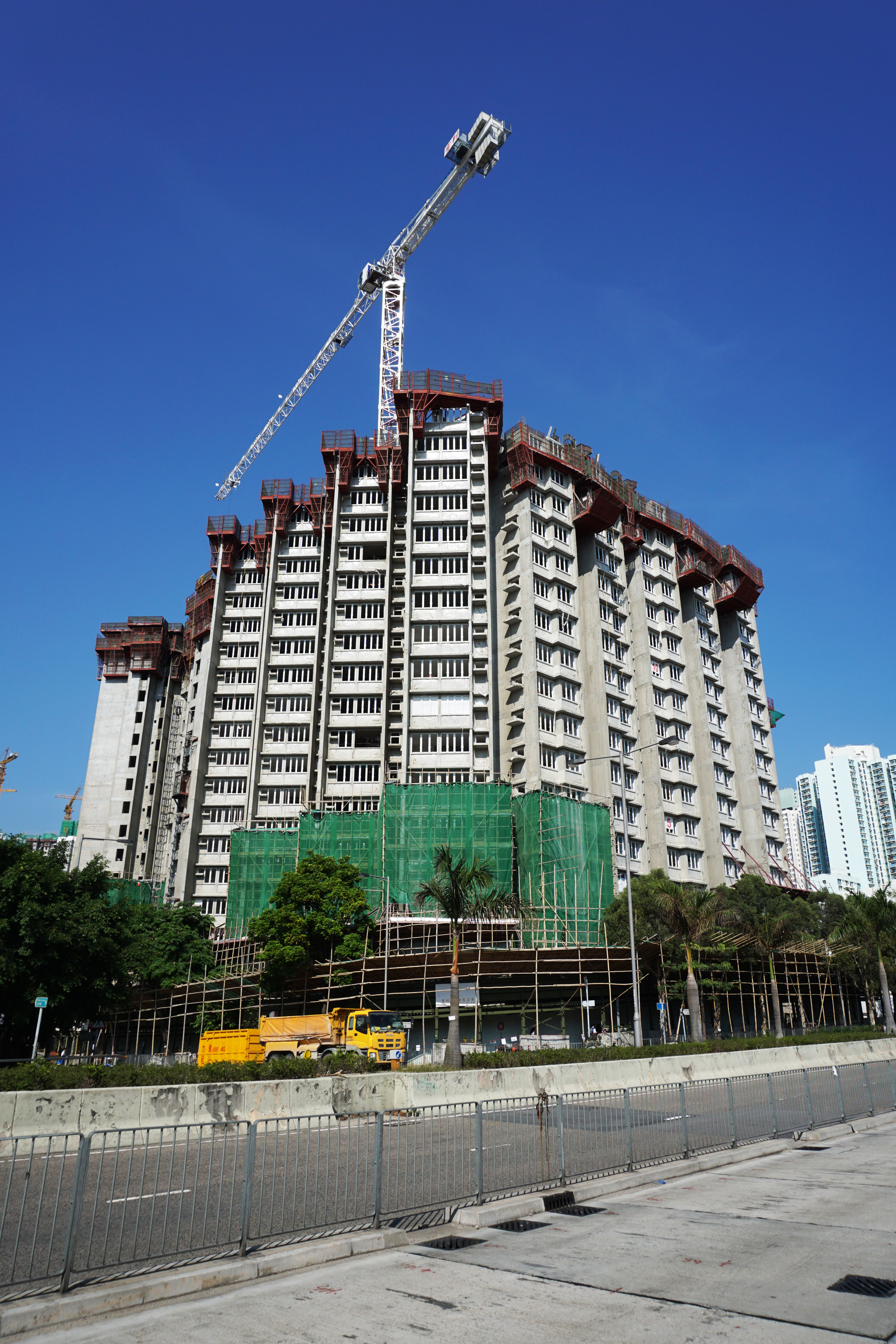
2018年5月
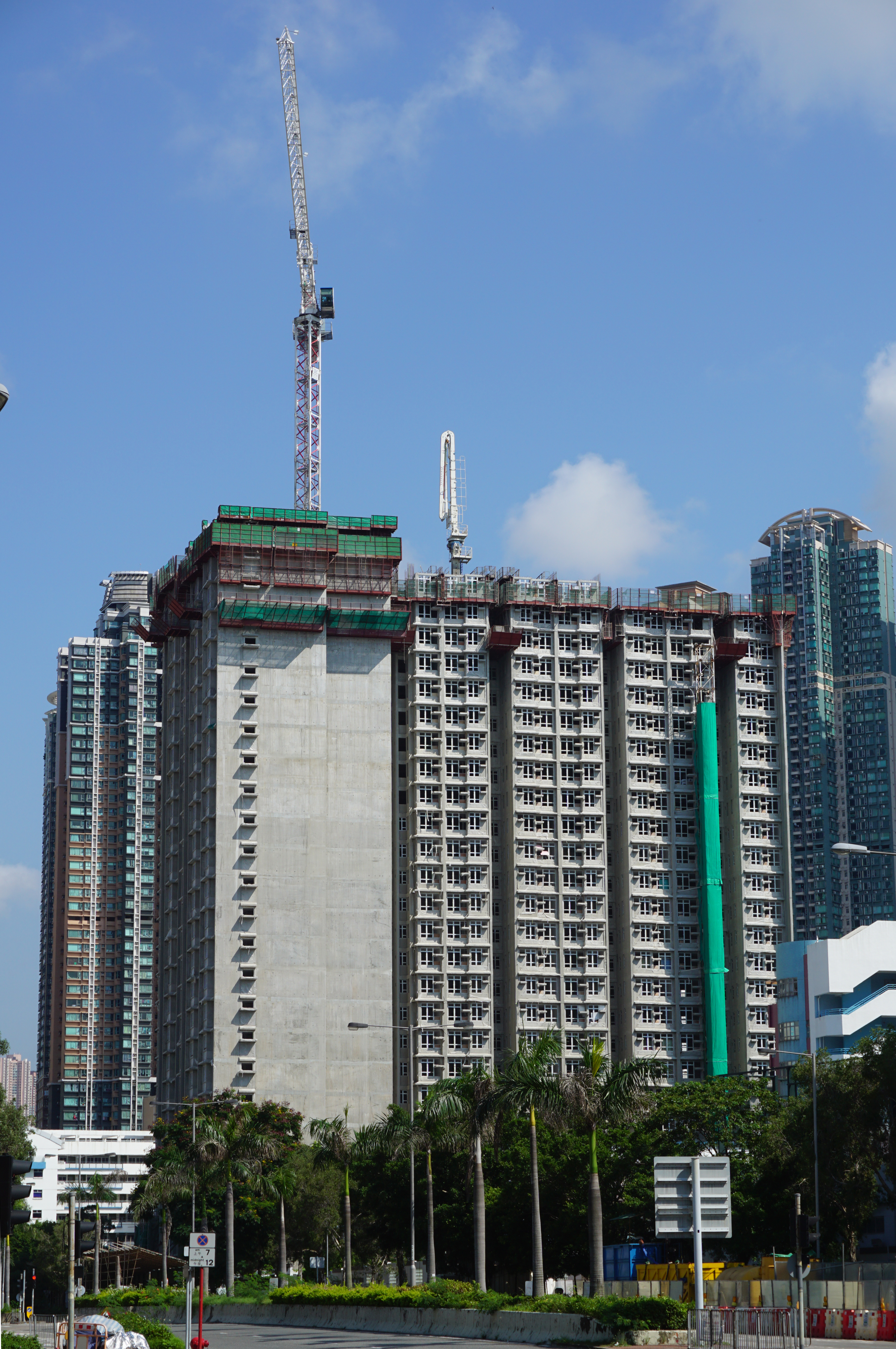
2018年7月
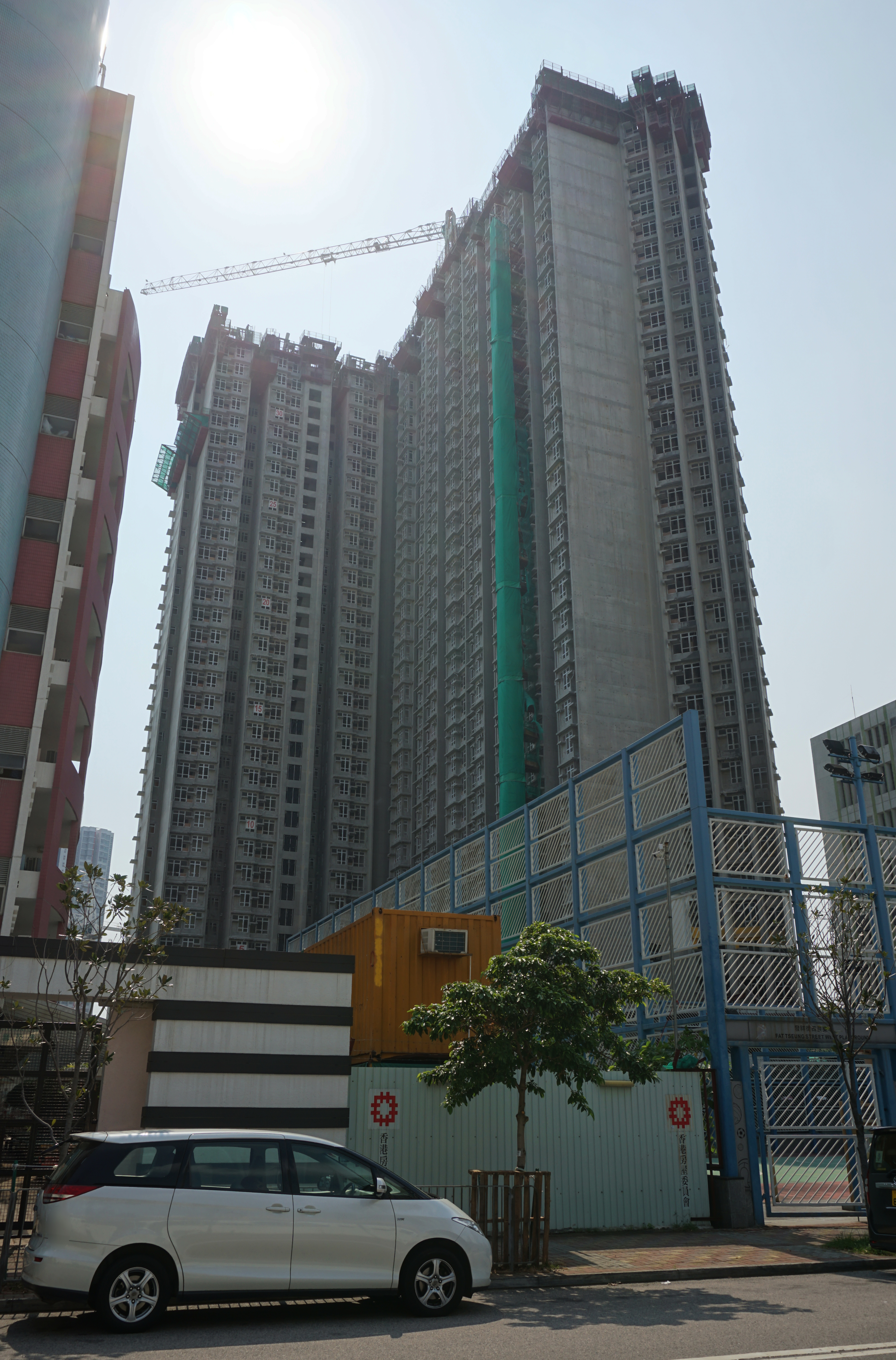
2018年10月
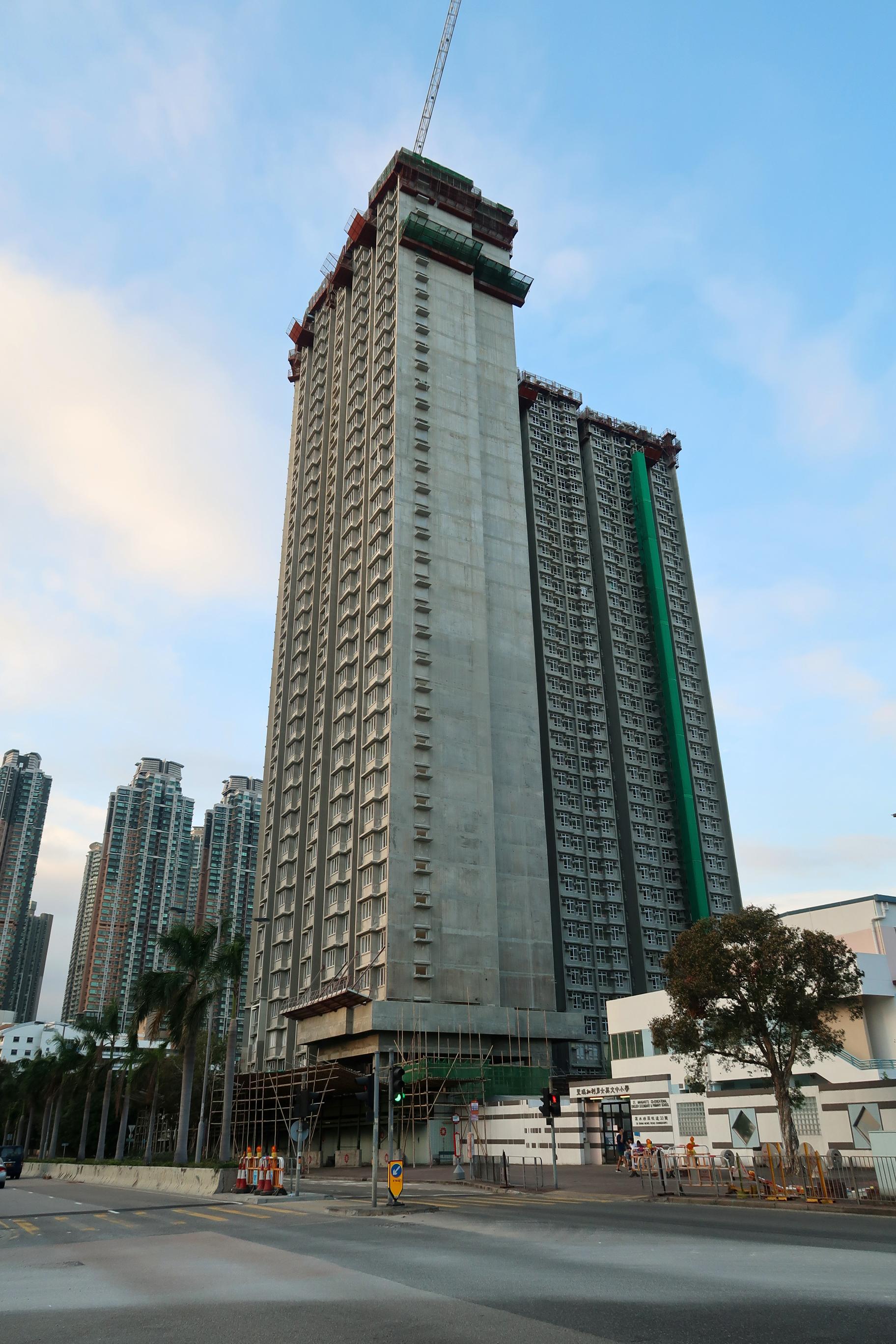
2018年11月
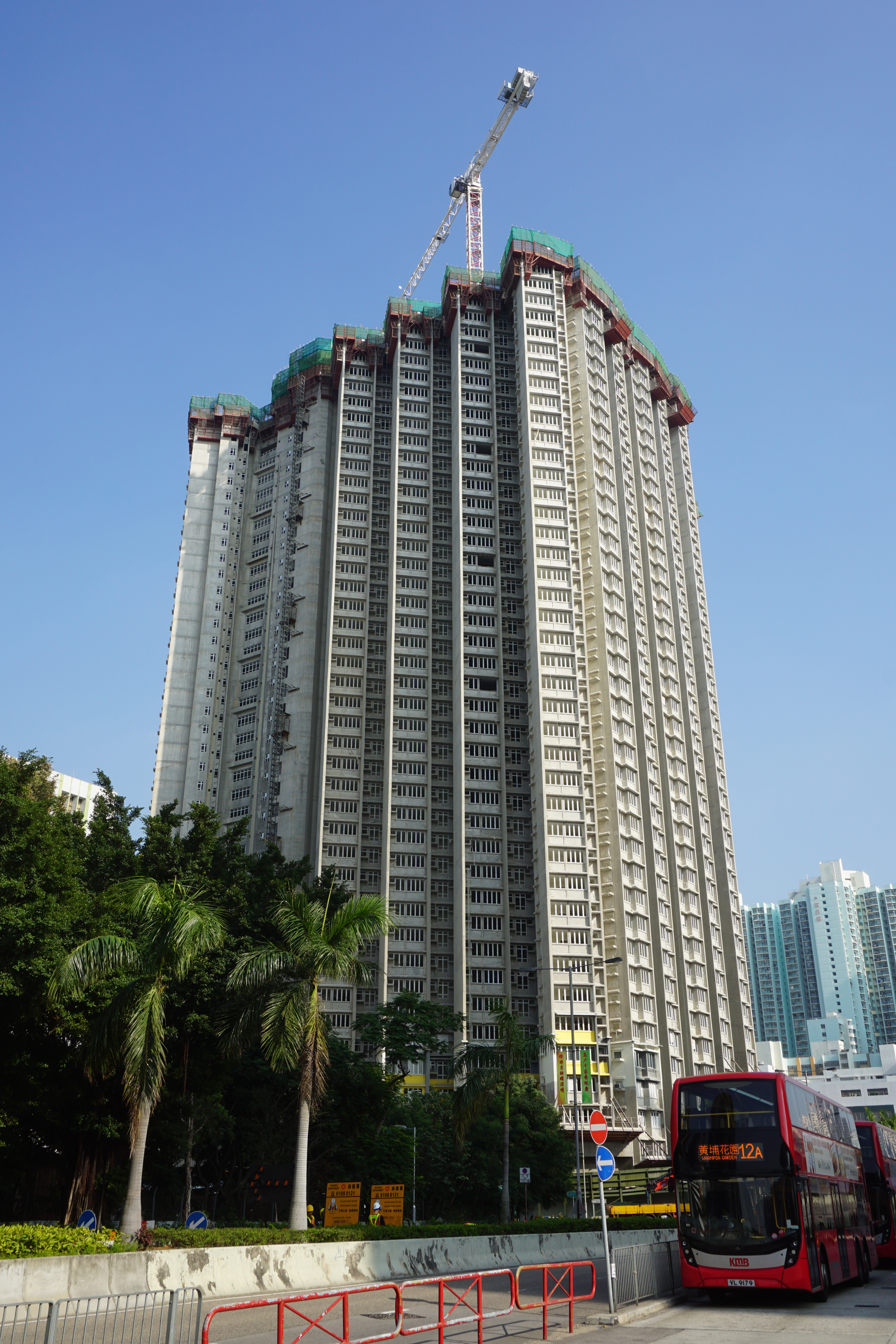
2019年1月
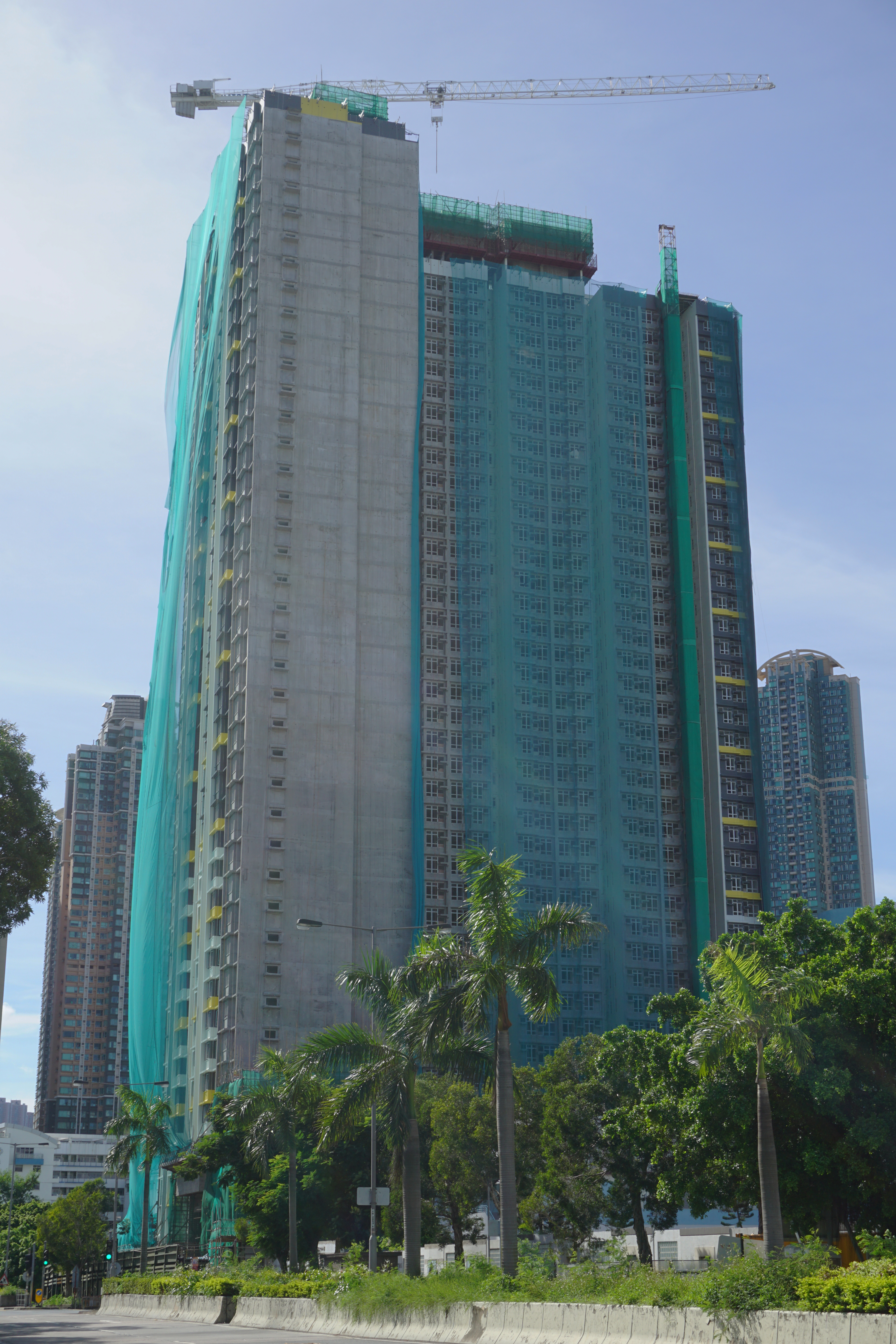
2019年6月
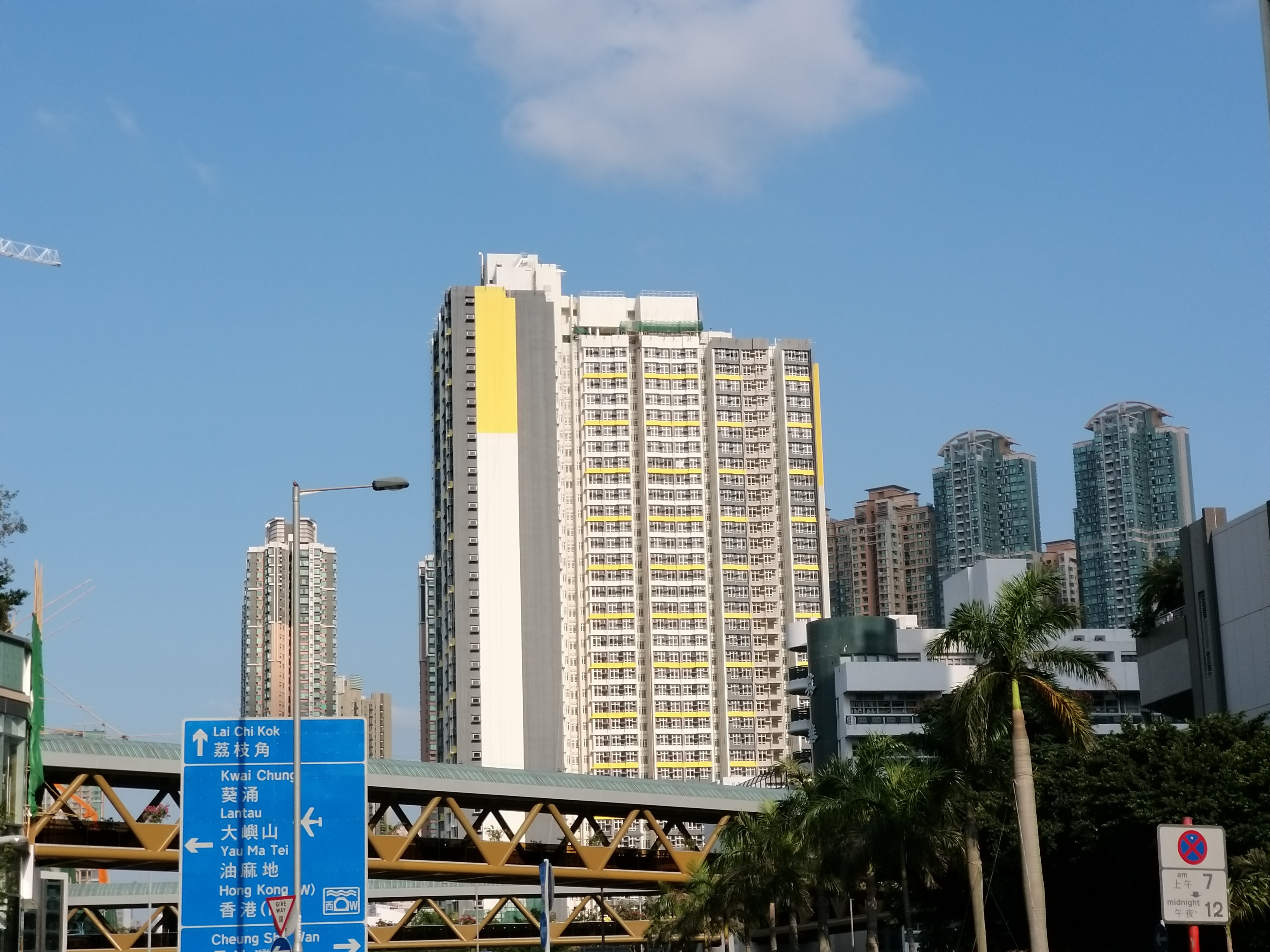
2019年11月
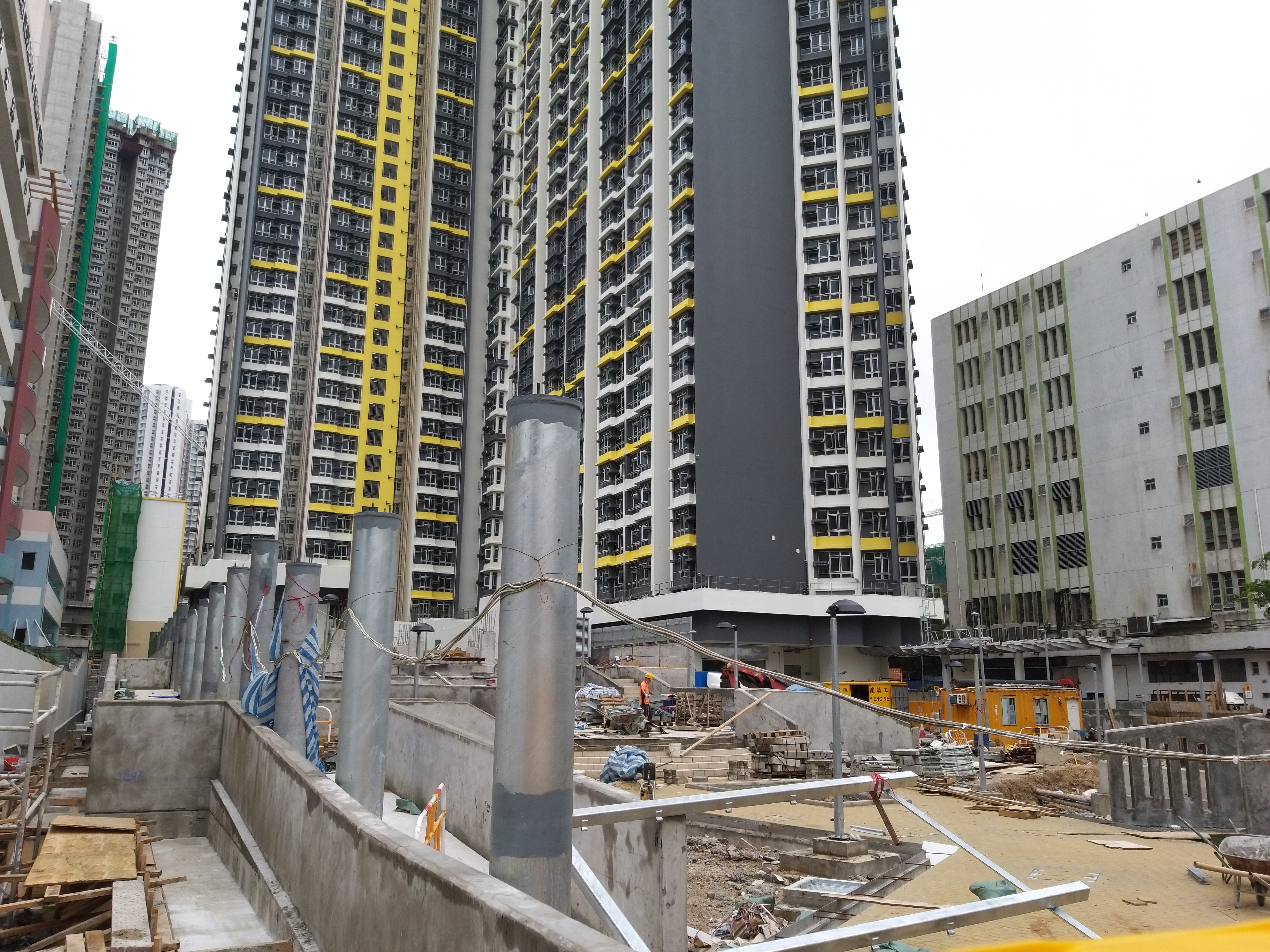
2020年5月，多用途廣場
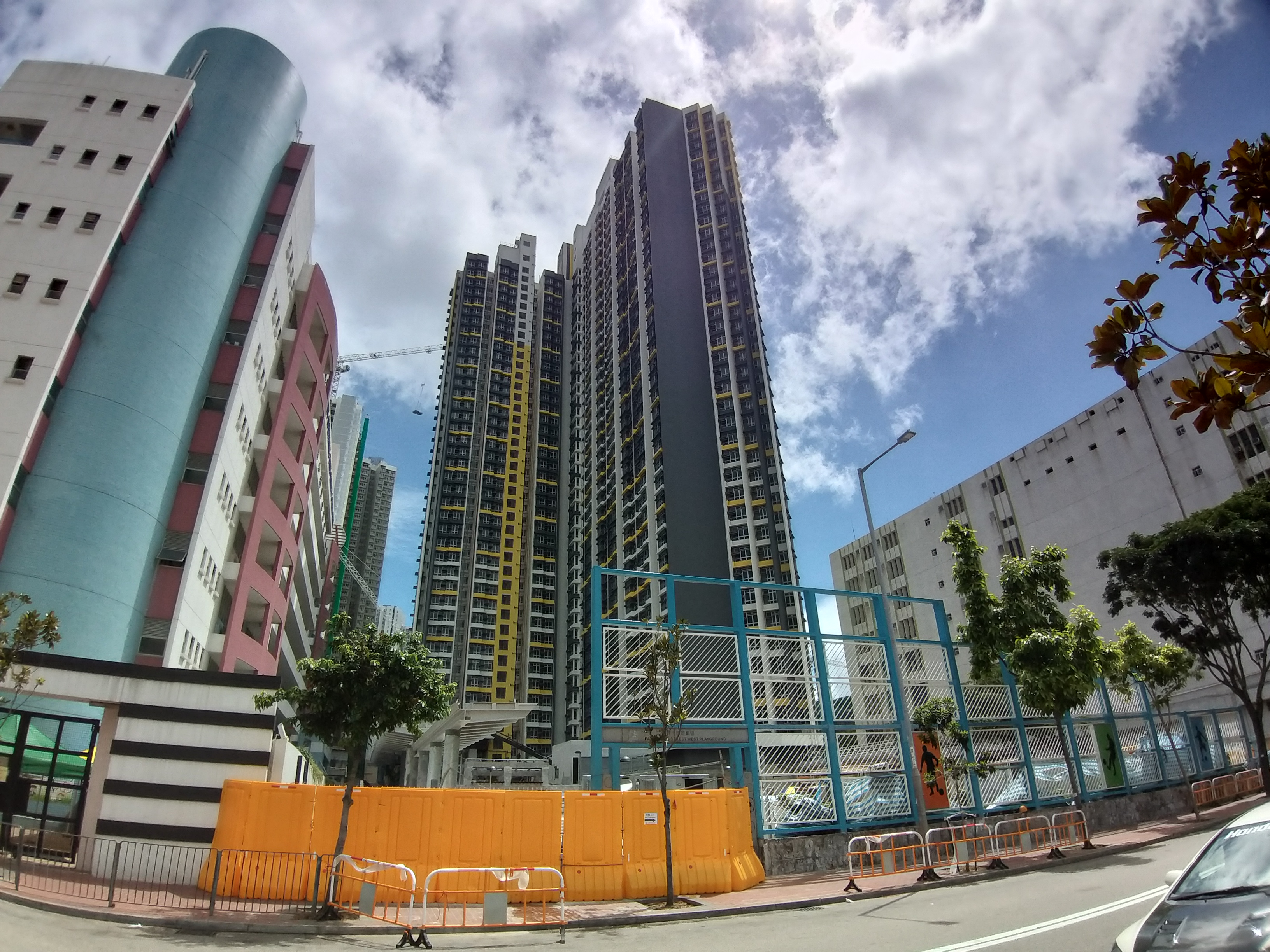
2020年6月
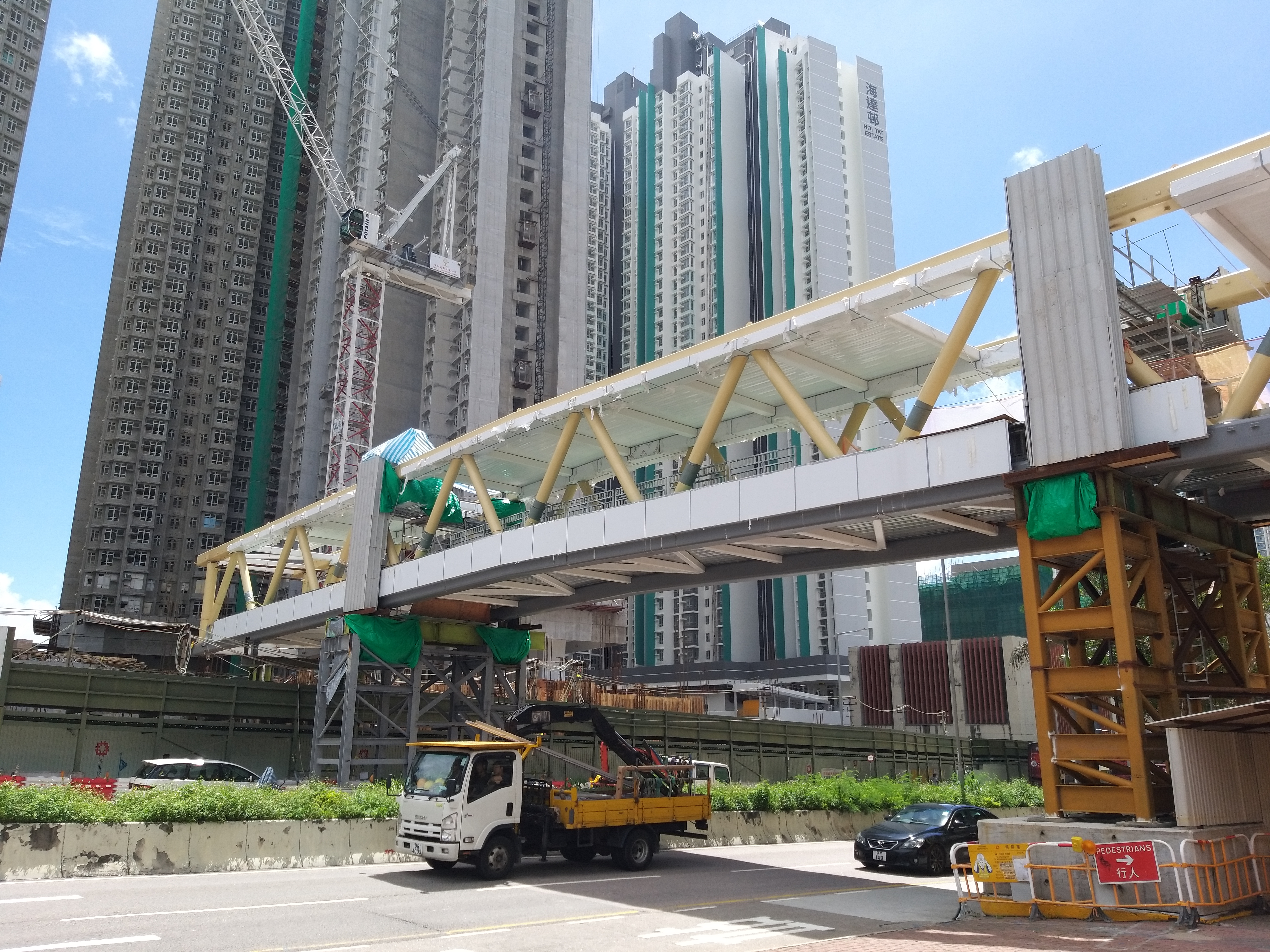
2020年6月，連接海達邨的行人天橋
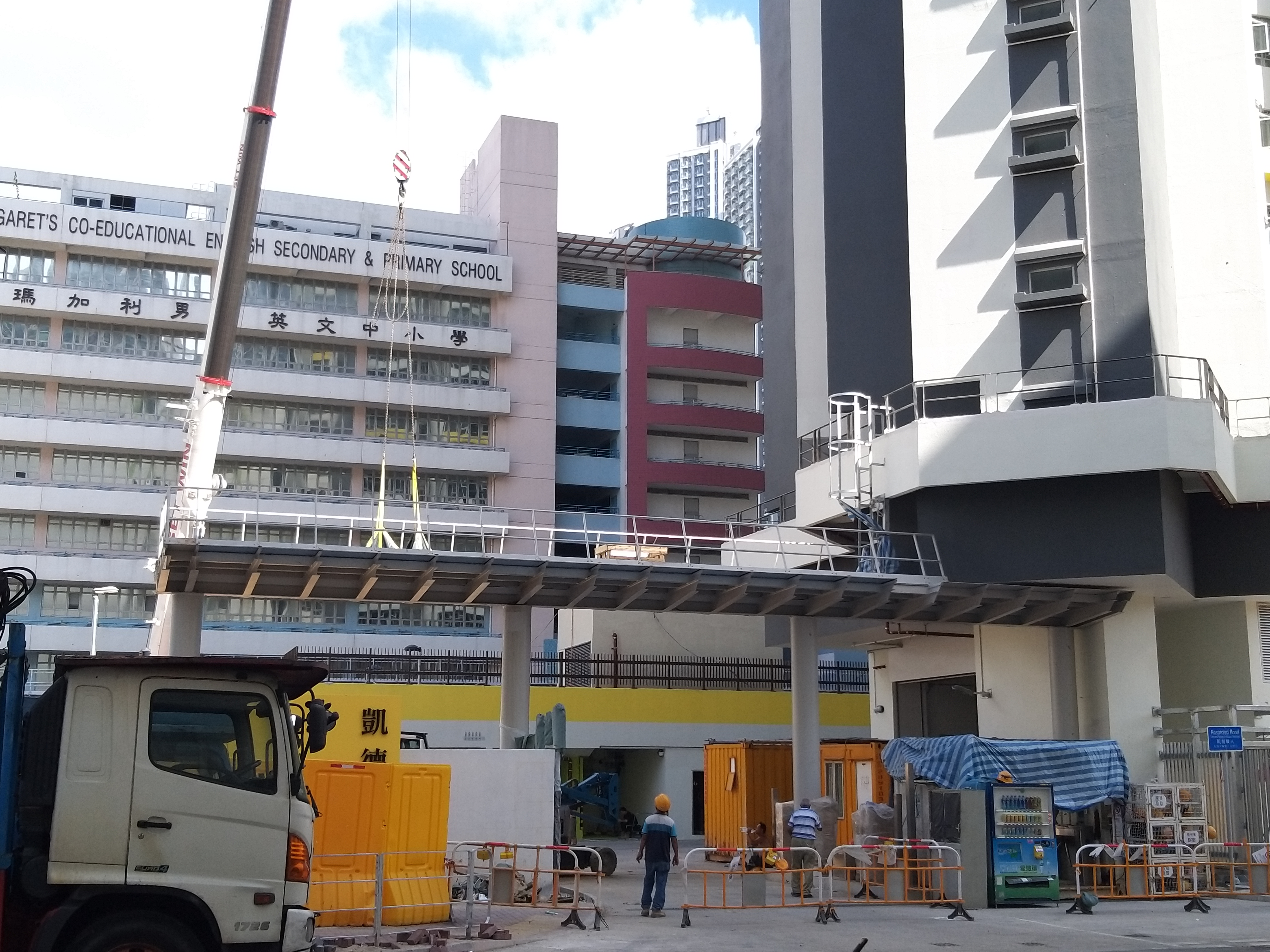
2020年7月，車輛入口
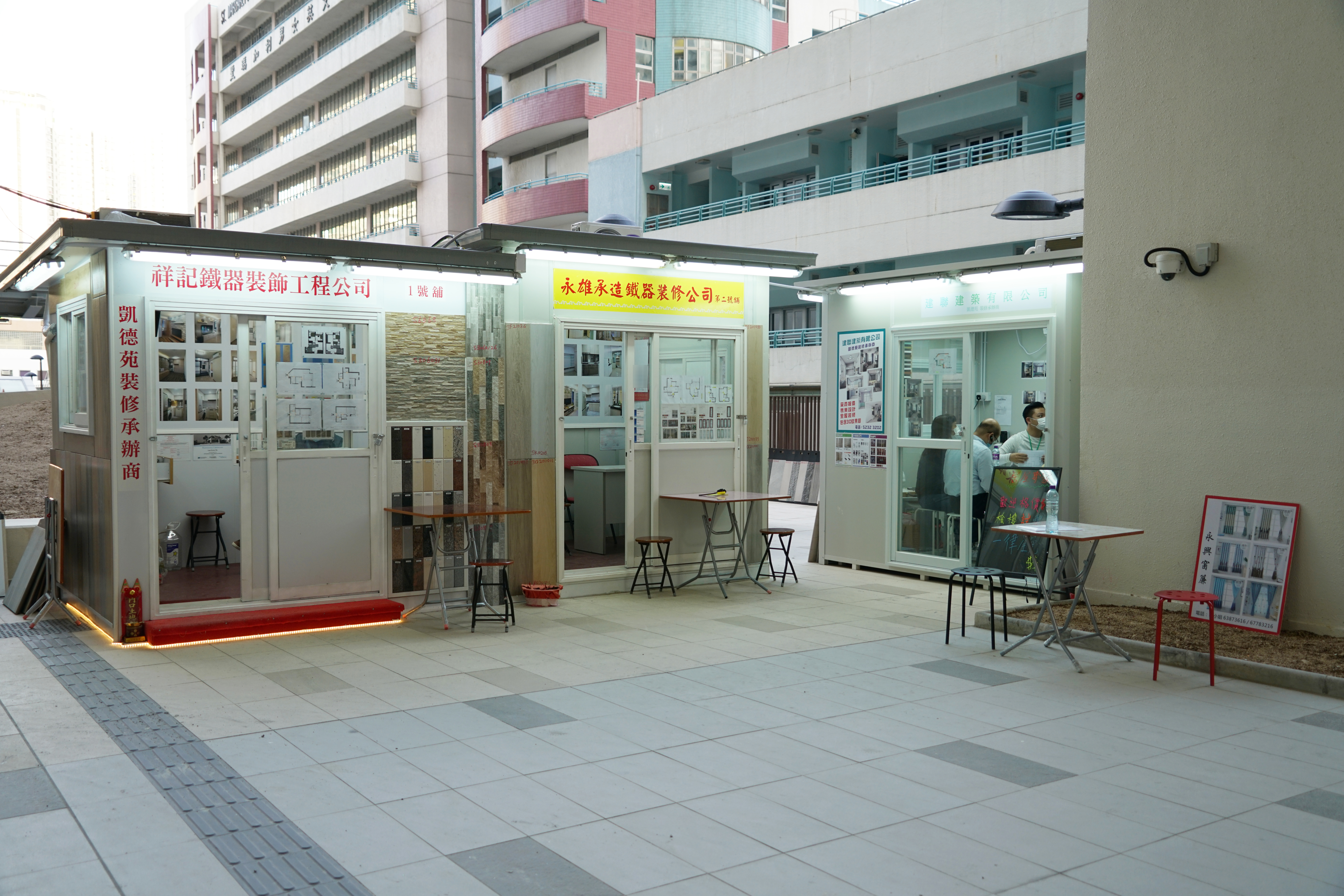
屋苑入口擺設多個裝修承辦商，在入伙初期運作

## 附近
- 海盈邨
- 海麗邨
- 海達邨
- 凱樂苑
- 匯璽
- V Walk
- 富昌邨
- 南昌薈
- 南昌站
- 聖瑪加利男女英文中小學
- 英華書院及英華小學

## 外部連結
- 房委會物業位置及資料 凱德苑